# Montauban-sur-l’Ouvèze
Montauban-sur-l’Ouvèze ist eine französische Gemeinde mit 117 Einwohnern (Stand 1. Januar 2022) im Département Drôme in der Region Auvergne-Rhône-Alpes; sie gehört zum Arrondissement Nyons und zum Kanton Nyons et Baronnies.
Die Gemeinde liegt am Oberlauf der Ouvèze, 44 Kilometer nordöstlich von Carpentras.

## Bevölkerungsentwicklung
| Jahr                       | 1962 | 1968 | 1975 | 1982 | 1990 | 1999 | 2007 | 2008 | 2018 |
| Einwohner                  | 133  | 140  | 92   | 80   | 81   | 85   | 121  | 116  | 119  |
| Quellen: Cassini und INSEE |      |      |      |      |      |      |      |      |      |

## Persönlichkeiten
- Joseph Charras (1769–1839), französischer Revolutionsgeneral, wurde in Montauban geboren